# Batalla de Worringen
La batalla de Worringen, que enfrentó el 5 de junio de 1288 a algunos príncipes de la casa de Limburgo y sus aliados con Juan I, duque de Brabante, puso fin a la guerra de sucesión de Limburgo y supuso la incorporación del ducado a la casa de Brabante.

## Antecedentes
Desde 1065 el ducado de Limburgo se transmitía por línea masculina dentro de la casa de Limburgo. Pero en 1279 el duque Waleran IV murió dejando como heredera del ducado a su hija única, la duquesa Ermengarda. Al fallecer Ermengarda sólo dos años después y sin hijos, su esposo, Reinaldo I de Güeldres, llamado el Belicoso, recibió el ducado en usufructo conforme a lo estipulado en los acuerdos matrimoniales y en virtud de una concesión hecha por el emperador Rodolfo I de Habsburgo.
Pero Reinaldo no se limitó al papel de usufructuario y vendió la tierra de Wassenberg al obispo de Colonia, además de aumentar los impuestos, causando el malestar del país. Por otro lado, Adolfo V conde de Berg, nieto de Enrique IV de Limburgo y sobrino de Waleran IV, como hijo de su hermano mayor, reclamó la titularidad del ducado, a la que con arreglo a las leyes del país tendría derecho. Sin embargo, aprovechando las circunstancias, los obispos de Colonia y de Lieja, entre otros, reclamaron algunas partes del territorio alegando derechos feudales sobre ellas. No sintiéndose fuerte para hacer valer sus pretensiones, Adolfo vendió sus derechos a  Juan I, duque de Brabante.
Con Reinaldo se alinearon el conde Enrique VI de Luxemburgo, su hermano Waleran, señor de Ligny, Adolfo de Nassau y Sigfrido II von Westerburg, arzobispo de Colonia, entre otros, en tanto que Juan estrechó sus lazos con Francia y pudo contar con huestes de aquella procedencia, además de ser apoyado por los condes de Jülich y de La Marck. La guerra comenzó en 1283 y durante cinco años, en los que se firmaron algunas treguas, los dos campos se mantuvieron equilibrados.

## El desarrollo de la batalla
La batalla decisiva se libró en junio de 1288 en Worringen, en las proximidades de Colonia. El mes anterior Juan había cruzado el río Mosa y entrado en las tierras de Limburgo, empujando a sus enemigos hasta las proximidades del Rin. Confiados en su superioridad, los aliados decidieron tomar posiciones en Worringen, esperando a las tropas de Juan de Brabante. Al amanecer del cinco de junio, encontrándose los dos ejércitos frente a frente, el arzobispo de Colonia celebró una misa en la que dio la absolución general a sus huestes y excomulgó al duque de Brabante. Este aguardó a la finalización de las ceremonias religiosas para lanzar su ataque.
El comienzo de la batalla resultó desfavorable para los brabanzones; el flanco izquierdo en el que combatían las tropas del conde de Berg con las del conde de La Marck y los hombres aportados por los burgueses de Colonia, enfrentados a su obispo, fue arrollado por las tropas compactas del arzobispo, pero cuando ya se replegaban y los soldados del conde de Güeldres, creyéndose vencedores, comenzaban el saqueo de las tiendas, el duque de Brabante corrió en su auxilio. El duque lucía una brillante armadura y hacia él se dirigió el conde de Luxemburgo seguido por su hermano el conde de Ligny, que en el tumulto murió aplastado por los caballos. También cayó de su caballo y resultó herido en un brazo el duque de Brabante, que continuó luchando con bravura. Un regidor de Lovaina le entregó su caballo y luchó cuerpo a cuerpo como si de una justa se tratase con el conde de Luxemburgo, al que finalmente dio muerte un caballero brabanzón. La batalla se convirtió entonces en una carnicería resuelta a favor de los brabanzones cuando las tropas de Godofredo, hermano de Juan, pudieron también romper las filas del arzobispo de Colonia, hecho prisionero con Reinaldo de Güeldres.

## Consecuencias
Como resultado de la batalla el duque Juan de Brabante controló definitivamente el ducado de Limburgo, que quedó unido al de Brabante en la sucesión familiar. Reinaldo de Güeldres estuvo un año preso en Lovaina en poder de Juan, hasta que renunció al ducado. El arzobispo de Colonia, entregado al conde Adolfo V de Berg, hubo de pagar rescate y hacer algunas concesiones a los habitantes de la ciudad, perdiendo parte de sus derechos feudales y algunos castillos. El triunfo se celebró en Bruselas instituyendo una procesión («ommegang») que se celebraba todos los años el 5 de junio. 